# 山本眞功
山本 眞功（やまもと しんこう、1949年 - ）は、日本思想史学者、玉川大学教授。
高知県生まれ。学習院大学文学部哲学科卒、同大学院博士課程満期退学。学習院大学助手、学習院高等科教諭、玉川学園女子短期大学助教授、玉川大学リベラルアーツ学部教授。

## 著書
- 『「家訓」から見えるこの国の姿』平凡社新書 2013
- 『偽書『本佐録』考　江戸の政道論書』平凡社選書、2015

### 共編著・監修
- 『備前心学をめぐる論争書 玉川大学図書館所蔵版本『催雅評論』と『儒仏論聞書』』小沢富夫共編著 玉川大学出版部 1988
- 『商家の家訓 商いの知恵と掟』監修 青春新書インテリジェンス 2005
- 『石門心学の思想』今井淳共編 ぺりかん社 2006

### 校注
- 『神道大系 論説編 14 雲伝神道』今井淳共校注 神道大系編纂会 1990
- 『家訓集』編註 平凡社 東洋文庫 2001

## 論文
- 山本眞功